# センテナリー (ブラックプール・トラム)
センテナリー（英語: Centenary）は、かつてイギリスの路面電車であるブラックプール・トラムで使用されていた電車。ワンマン運転に対応した車両として1980年代に導入され、2010年代まで営業運転に用いられた。

## 概要
ブラックプールの路面電車であるブラックプール・トラムには、1970年代以降ワンマン運転に対応した電車「OMOカー（OMO Cars）」が13両（1 - 13）導入され、閑散期である冬季を中心とした運用コスト削減に大幅に貢献した。だが、これらの車両は第二次世界大戦前に製造された旧型電車（イングリッシュ・エレクトリック・レールコーチ）を改造した車両であり、台枠の下垂といった老朽化が大きな課題となっていた。そこで、バスの技術を応用する事で開発・製造などに関わるコストを抑えた新型車両の導入により、「OMOカー」を置き換える事が決定した。これが、後に「センテナリー」と呼ばれる事となる電車である。
バスの製造を手掛けるイースト・ランカシャー・コーチビルダーが製造した1階建ての車体を有する両運転台車両で、車体から向かって左側に入り口、中央に出口となる乗降扉が配置されている。車体を構成する部品の多くはバスと共通化されており、部品の種類数削減や予備部品の供給の容易化が図られている。台車の中心間距離は8,125 mmで、ブラックプール・トラムに存在する急曲線でも走行可能な仕様となっている。車内に配置されている55人分の座席は、一部を除いて中央扉を境に左側が進行方向と反対側、右側が進行方向側を向いており、乗客が後方へ自然に移動する事による混雑緩和が図られている。
台車や電気機器については、先にワンマン運転に対応した2階建て車両として旧型車両（バルーン）の機器を用いて生産された「ジュビリー（Jubilee）」での実績を基にしており、車軸や主電動機（EE 305、42.5 kW）を流用した地元企業の新造品が台車として採用されている。速度制御にも「ジュビリー」と同様に電機子チョッパ制御方式が用いられ、消費電力の削減やスムーズな加減速が実現している。

## 運用
最初の車両となった641はブラックプール・トラム開通100周年を翌年に控えた1984年から営業運転を開始し、それを記念して「センテナリー（Centenary）」と言う愛称が付けられた。翌年に開催された開通100周年の祝賀式典には、数多くの旧型車両や他都市からのゲスト車両と共に641も特別運転に用いられた。当初の計画ではOMOカーの代替として10両の導入が計画されていたが、将来に向けた車両増備計画の見直しや予算の関係により、実際に製造されたのは1988年までに導入された8両（641 - 647、651）となった。そのうち651は当初GECトラクション（GEC Traction）が所有する車両として製造され、他の車両とは台車や主電動機が異なっていたが、各種試験を終えた1988年に他車と同一の仕様に改造され、車両番号も「648」に変更されている。

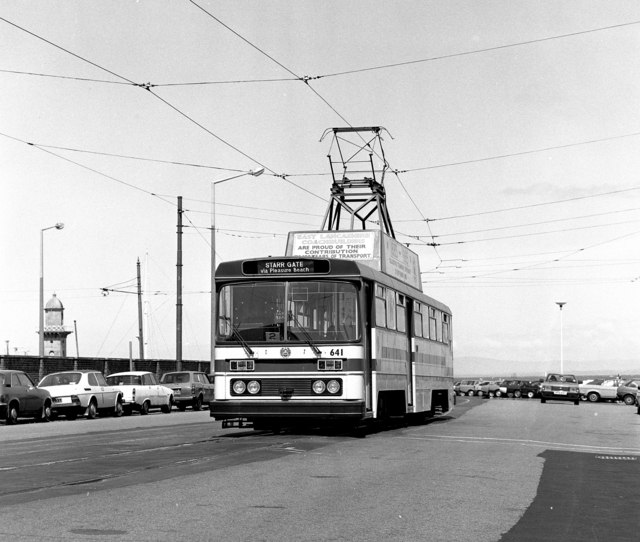
製造初期の641（1985年撮影）
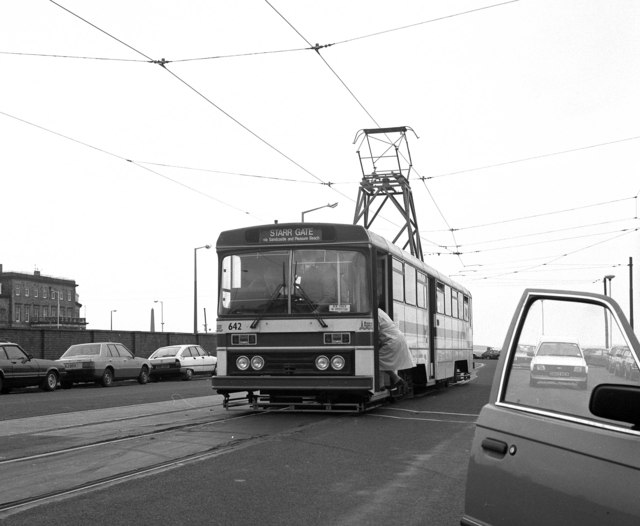
製造初期の642（1987年撮影）
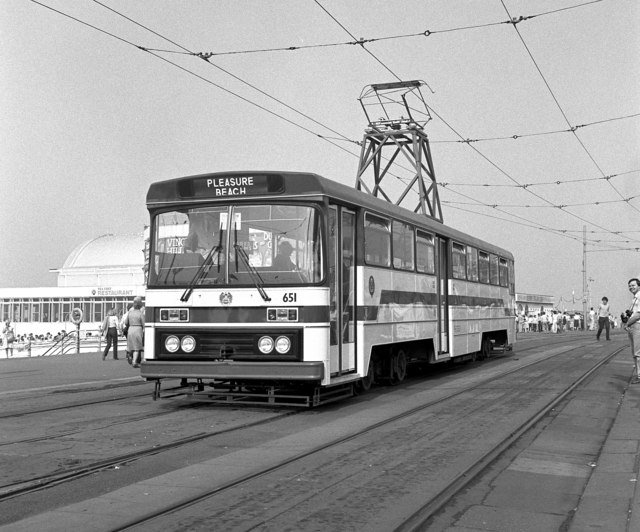
製造初期の651（1985年撮影）

その後、故障が多発した事を受けて1998年から2000年代前半にかけて電気配線の改良、台車の点検といった大規模な改修工事が実施された。これに合わせてほとんどの車両は前面形状が変更されたが、最後に工事が施工された648（←651）については今後の保存も考慮してなるべく原型を維持するよう改造を受けた。以降もブラックプール・トラムにおける主力車両の1つとして営業運転に用いられたが、大規模な施設更新が実施される事となった2011年11月をもって、他の車両と共に定期運転から離脱した。ただしそれ以降も多数の車両が現存しており、そのうち648はブラックプールで動態保存が行われている他、642についても車庫での保管が実施されている。また、長期にわたって部品取り用として車庫に保管されていた645については2023年にクライチの全国路面電車博物館へ移設されている。

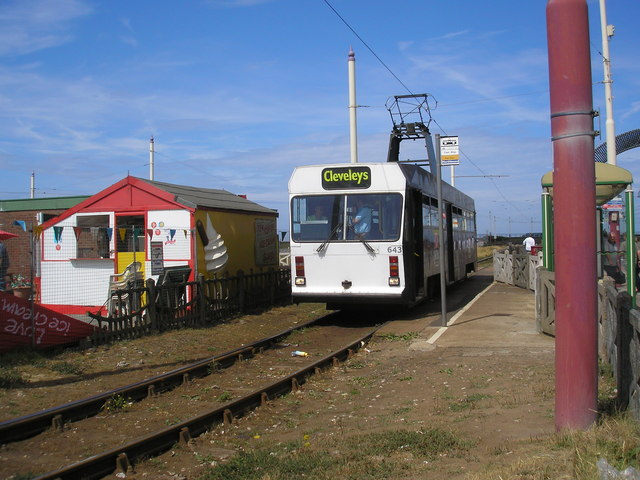
改造後の643（2009年撮影）
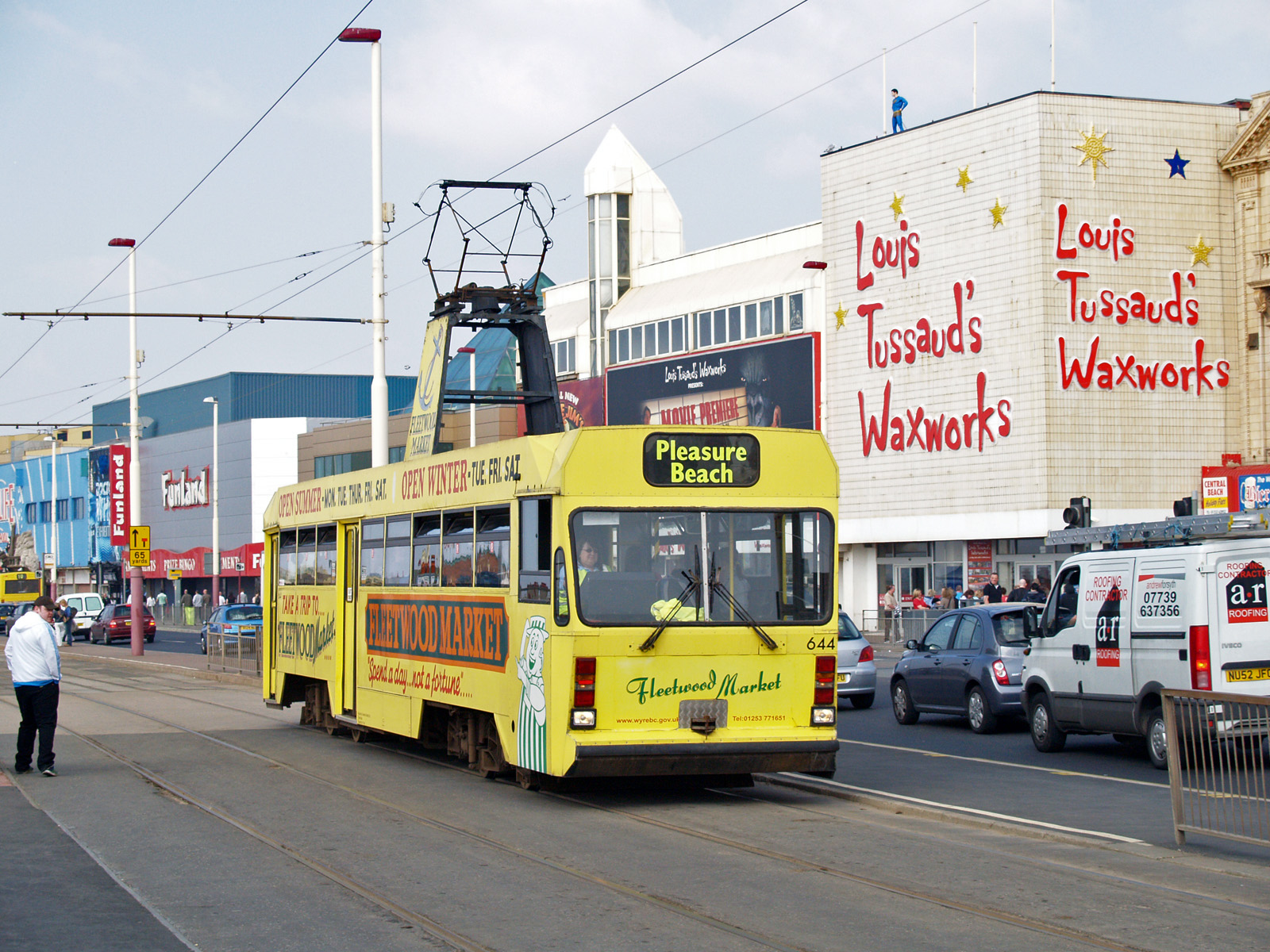
改造後の644（2009年撮影）
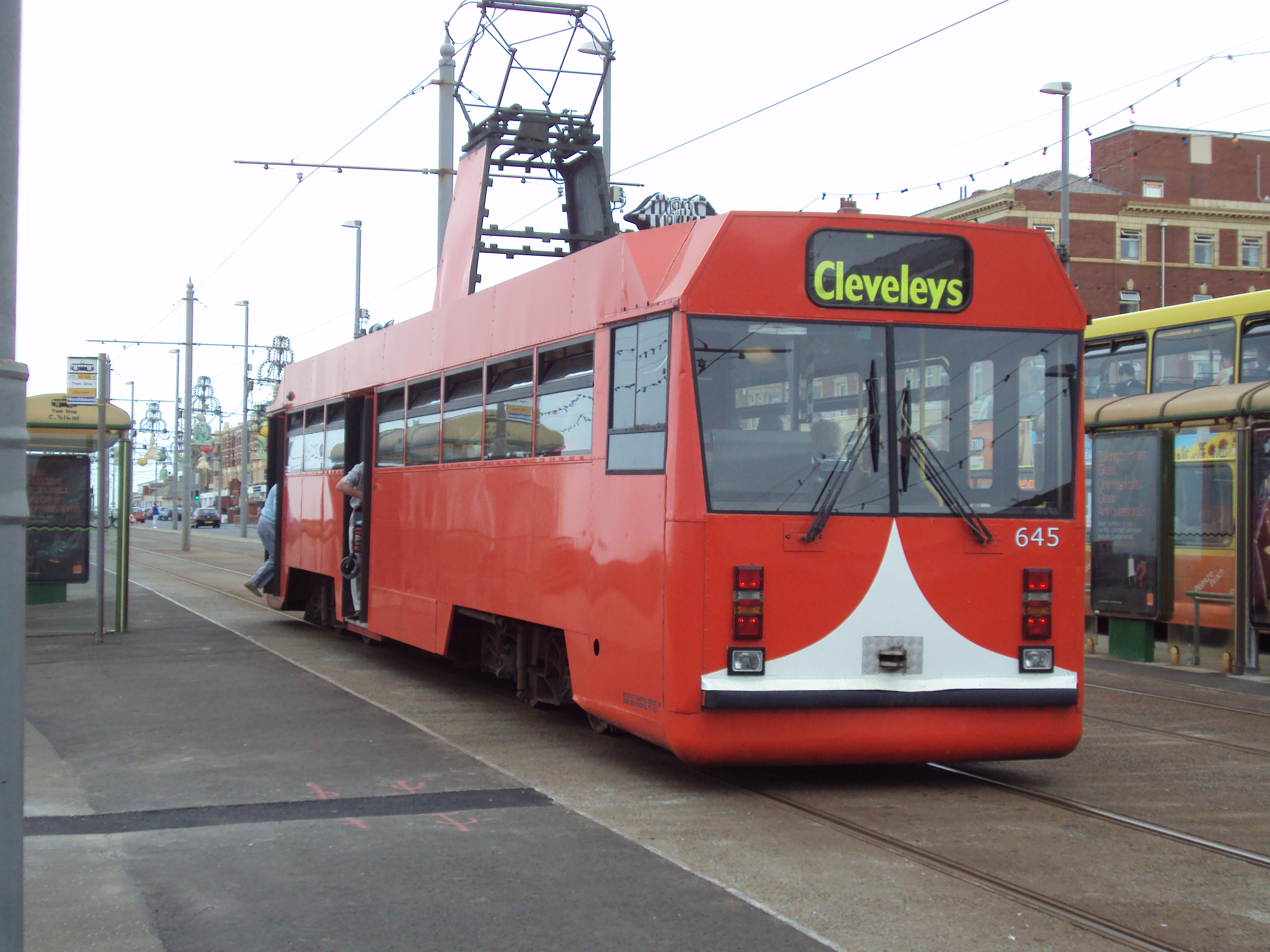
改造後の645（2010年撮影）
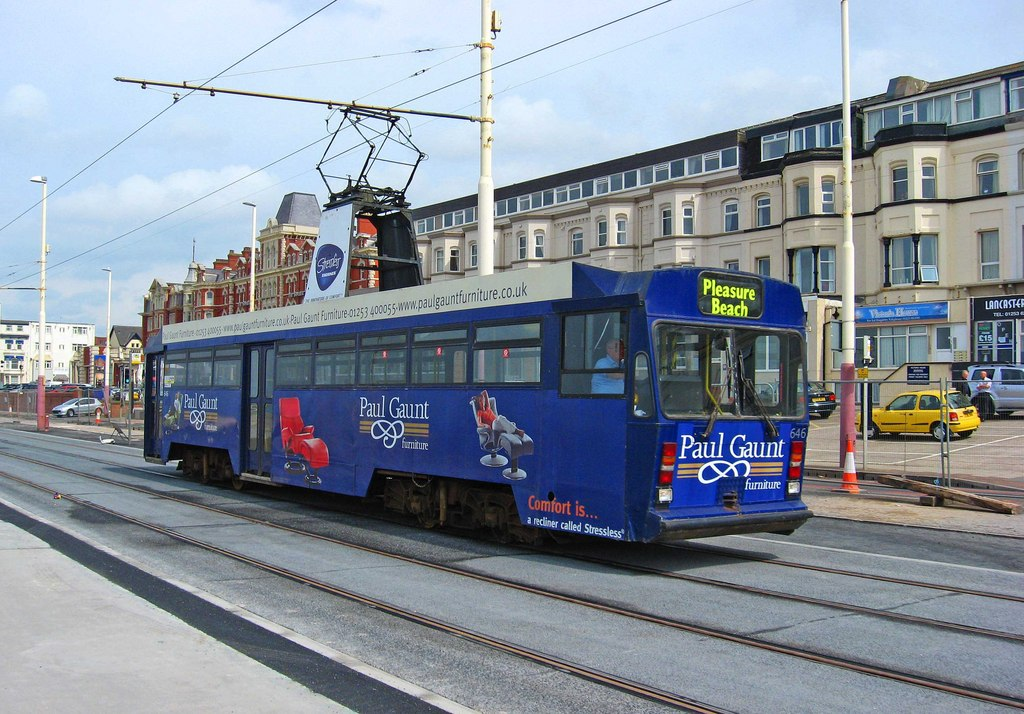
改造後の646（2011年撮影）
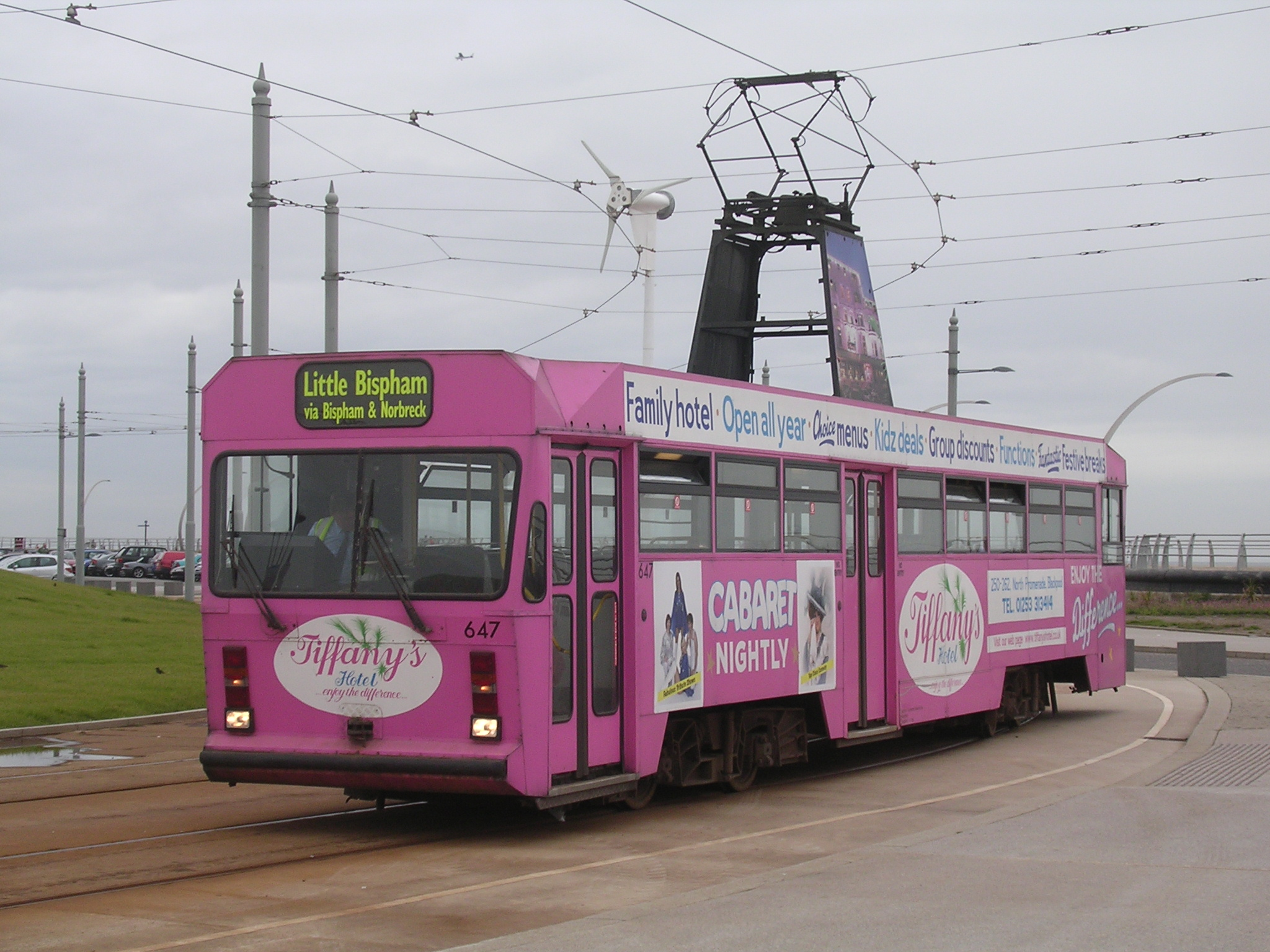
改造後の647（2007年撮影）
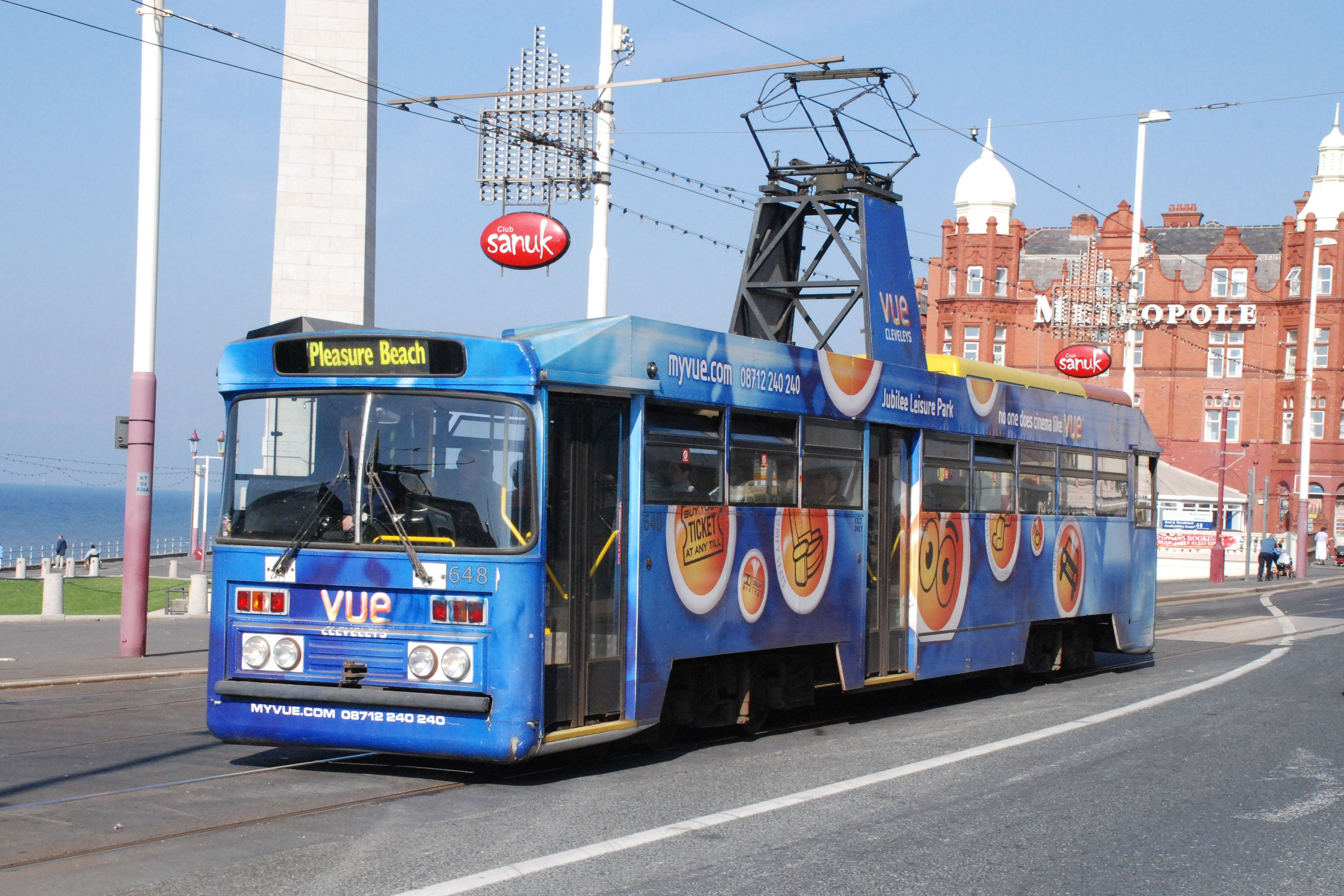
648は改造後もほぼ原型が保たれている（2008年撮影）

## 参考資料
- Steve Palmer (1988-8-1). Blackpool and Fleetwood by Tram. Platform 5 Publishing Ltd. ISBN 978-0906579831
- W. J. Wyse (1985-1). Part 1: Mechanical. “Blackpool 641”. Modern Tramway and Light Rail Transit (LRTA) 48 (565):  12-15.
- W. J. Wyse (1985-2). Part 2: Electrical and electronics. “Blackpool 641”. Modern Tramway and Light Rail Transit (LRTA) 48 (566):  38-42.